# Серо Гордо (Илиноис)
Серо Гордо (енгл. Cerro Gordo) град је у америчкој савезној држави Илиноис.

## Демографија
По попису из 2010. године број становника је 1.403, што је 33 (-2,3%) становника мање него 2000. године.
| Група             | 2000.         | 2010.         |
| Белци             | 1.430 (99,6%) | 1.371 (97,7%) |
| Афроамериканци    | 2 (0,1%)      | 7 (0,5%)      |
| Азијати           | 1 (0,1%)      | 1 (0,1%)      |
| Хиспаноамериканци | 1 (0,1%)      | 12 (0,9%)     |
| Укупно            | 1.436         | 1.403         |